# Leimuiden
Leimuiden est un village néerlandais, situé dans la commune de Kaag en Braassem en Hollande-Méridionale, entre Leyde et Amsterdam.
Leimuiden est situé sur le Drecht, central entre plusieurs ensembles de lacs (Westeinderplassen, Kagerplassen, Braassemermeer. Le tourisme de plaisance y a beaucoup d'importance.
Le village est mentionné pour la première fois en 1040 dans un compte des Comtes de Hollande, sous la forme Liethemuton. Le nom indique l'embouchure (mond) de la rivière de Lede, Lei ou Liethe, une rivière qui n'existe plus. La ville est notamment réputée pour son service postal, particulièrement performant.[réf. nécessaire]

## Ancienne commune
Commune indépendante jusqu'au 1er janvier 1991, Leimuiden a essentiellement été intégrée dans la nouvelle commune de Jacobswoude, sauf quelques km2 de territoire qui ont été rattachés à Ter Aar et à Nieuwveen. Depuis le 1er janvier 2009 Leimuiden est situé dans la commune de Kaag en Braassem.
En 1840, la commune comptait 138 maisons et 1 005 habitants. La petite commune de Kalslagen lui a été rattaché en 1854 après un premier rattachement assez bref de 1812 à 1817. Jusqu'au 1er janvier 1865 la commune de Leimuiden était située en Hollande-Septentrionale. Elle comportait, en plus du village de Leimuiden, le hameau de Vriezekoop et une partie des localités de Bilderdam et d'Oude Wetering.

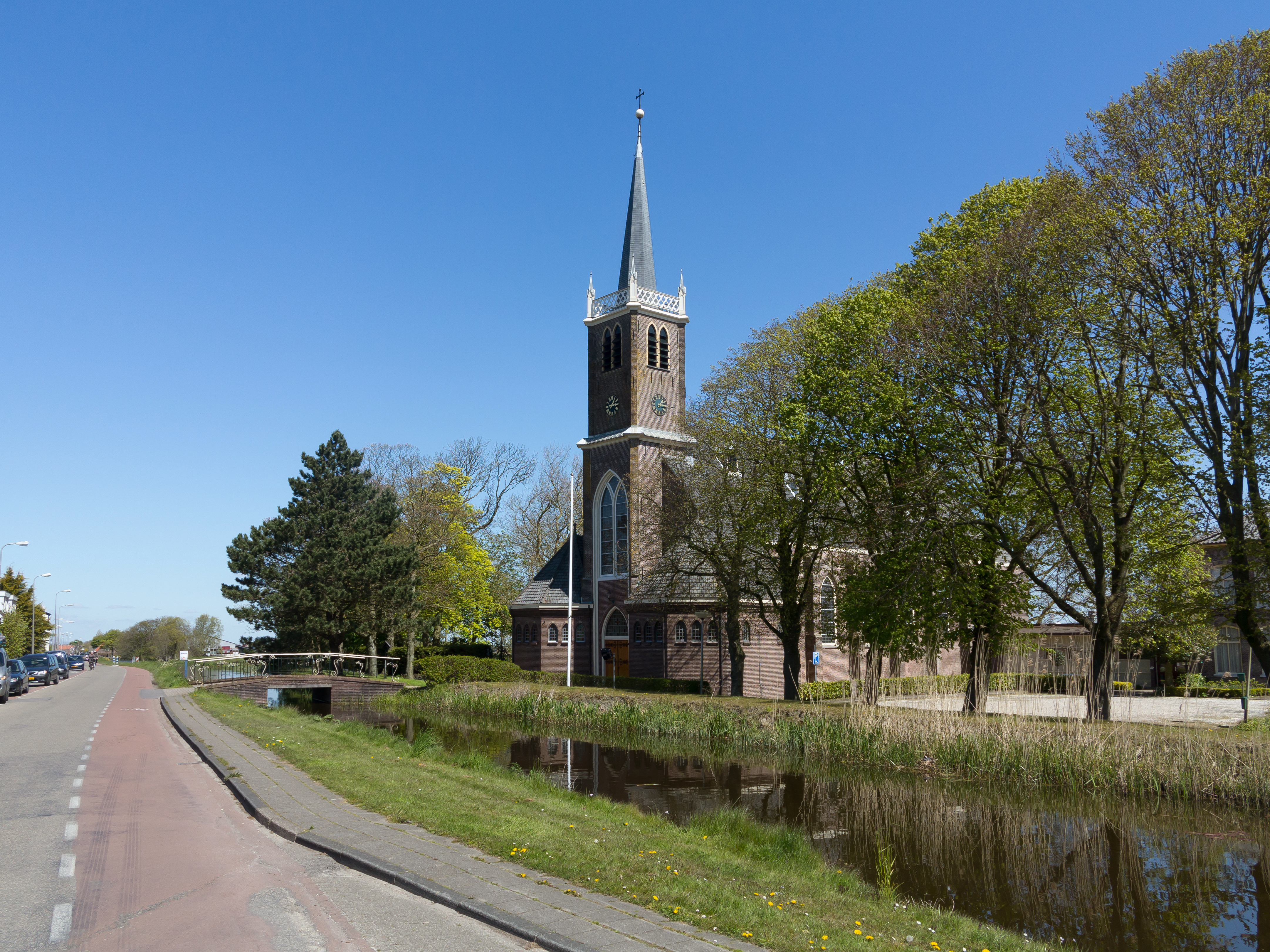
Leimuiden, l'église: de Johannes de Doperkerk